# Ampelókipoi
Ampelókipoi (Ampelokipoi) är en ort i Grekland.   Den ligger i prefekturen Nomós Kastoriás och regionen Västra Makedonien, i den norra delen av landet, 300 km nordväst om huvudstaden Aten. Ampelókipoi ligger 645 meter över havet och antalet invånare är 668.
Terrängen runt Ampelókipoi är kuperad österut, men västerut är den platt. Runt Ampelókipoi är det ganska glesbefolkat, med 23 invånare per kvadratkilometer. Närmaste större samhälle är Árgos Orestikó, 4,5 km väster om Ampelókipoi. Trakten runt Ampelókipoi består till största delen av jordbruksmark.